# スポンティニアス・コンバッション/人体自然発火
『スポンティニアス・コンバッション/人体自然発火』（スポンティニアス・コンバッション/じんたいしぜんはっか、原題：Spontaneous Combustion）は、1990年制作のアメリカ合衆国の映画。
人体自然発火現象（スポンティニアス・コンバッション）を題材にしたSFホラー映画。トビー・フーパー監督。
本多猪四郎監督によるゴジラシリーズを始めとする東宝特撮怪獣映画の大ファンであるフーパーによる本作は、フーパーなりの本多猪四郎作品の初代『ゴジラ』に対するオマージュである。

## あらすじ
1955年、1組の若い夫婦がネヴァダ砂漠で軍によって行われたある実験の実験台となった。それは水爆実験の際、抗放射線ワクチンを投与することによって、シェルター内における人体の放射能に対する耐性を上げるというものだった。実験は誰の目にも成功したように見えた。
やがて若夫婦は1人の男児をもうけるが、その直後、2人は突然体から火を吹き出し焼死してしまった。実験に参加した科学者チームは、それをワクチンの異常増殖による人体自然発火現象であると断定したが、その事実は闇に葬られた。
34年後、高校教師のサムはある日突然、自分の指先から火が吹き出したのに驚く。サムは恋人のリサに連れられて病院に向かうが、そこには前妻レイチェルの現在の恋人のマーシュ博士がおり、サムに正体不明のワクチンを投与しようとする。そもそもレイチェルからもらった薬を飲んだことがこうなった原因であることを悟ったサムは慌てて逃げ出す。
サムはリサと共に調査を進めた結果、34年前の例の実験に行き当たり、当時その実験に関わった女性科学者ニーナから初めて自分の両親についての秘密を聞かされる。サムは34年前の例の実験の実験台となり、その後火を吹き出し焼死した若夫婦の遺児だったのだ。
そしてその背後には、レイチェルの祖父で今まで恩師のように思っていたルー・オランダーの経営する会社があった。全てを知ったサムは体全体に拡がった炎に包まれながらも、オランダーと対決するが、彼の口からはさらに衝撃的な事実が語られる。
サムは実は、自在に核エネルギーをコントロールする人間兵器として産み出された人間であり、そしてリサもまたそのプロジェクトの産物だったのだ。
リサもまた人体自然発火現象に襲われようとしていることを知ったサムは、残りの力を振り絞って彼女を助けようとする。

## キャスト
- サム・クレイマー：ブラッド・ドゥーリフ
- リサ・ウィルコックス：シンシア・ベイン
- マーシュ博士：ジョン・サイファー
- ニーナ：メリンダ・ディロン
- ルー・オランダー：ウィリアム・プリンス
- レイチェル：デイ・ヤング
- 将軍：デイル・ダイ
- ペギー・ベル：ステイシー・エドワーズ
- ブライアン・ベル：ブライアン・ブレマー
- ラジオ局の職員：ジョン・ランディス